# Два веронца
«Два веро́нца» (англ. The Two Gentlemen of Verona) — одна из ранних пьес Уильяма Шекспира. При жизни писателя не издавалась и впервые была напечатана в посмертном фолио Шекспира. Сведений о её постановках на сцене в то время не сохранилось, но Фрэнсис Мерес упоминал о ней в своём обзоре английской литературы в 1598 году. Исследователями дата создания пьесы определяется по-разному в пределах 1591—1595 годов. По мнению Э. К. Чэмберса, пьеса появилась в начале сезона 1594/95 года.

## Сюжет
Валентин и Протей — два друга, выросшие вместе в Вероне. Отец Валентина решает послать его ко двору миланского герцога, чтобы сын повидал мир и себя показал. Протей не отправляется вместе с другом, так как в Вероне он ухаживает за Джулией, в которую без ума влюблён. Спустя некоторое время Антонио, отцу Протея, советуют послать сына ко двору герцога, что тут же и происходит. На прощание Протей и Джулия обмениваются кольцами.
Прибыв в Милан, Протей обнаруживает, что Валентин оказался сражён стрелой Купидона и уже успел тайно обвенчаться с Сильвией, дочерью герцога. Друг также посвящает его в планы сбежать с любимой из города этой ночью. Протей, увидев Сильвию, вдруг осознаёт, что любовью всей его жизни была отнюдь не Джулия, а дочь миланского герцога. Терзаясь угрызениями совести, он всё же выдаёт план побега герцогу. Герцог изобличает Валентина и изгоняет его навсегда из города, а Сильвию запирает в её покоях.
Протей начинает плести интриги, изображая, что желает уговорить Сильвию выйти замуж за Турио — жениха, назначенного ей отцом. На самом деле веронец стремится завоевать сердце Сильвии для себя, но та ему резко отказывает. В то же время в Милан, переодевшись юношей, прибывает Джулия, соскучившаяся по любимому, и случайно узнаёт, что Протей уже любит другую. Ланс, посланный вручить милого щенка Сильвии в подарок от господина, вместо этого дарит свою собаку, которая оказывается недостаточно хорошо воспитана для покоев леди, за что и выгоняется назад. Протей гневается, узнав об этом, и с радостью нанимает нового слугу — юношу, которым притворяется Джулия.
Сильвия решает сбежать из Милана и отправиться искать Валентина, она просит Эгламура быть её спутником. Ночью они покидают город и углубляются в лес, где на них нападают разбойники. Доблестный рыцарь тут же сбегает прочь, а Сильвия попадает в плен. По пути к атаману шайки их настигает пустившийся в погоню за девушкой Протей и спасает от разбойников, взамен требуя хотя бы улыбки Сильвии. Всё это слышит Валентин, который после своего изгнания из Милана возглавил отряд благородных разбойников. Он вмешивается в разговор Протея и Сильвии, обвиняя друга в предательстве. Протей кается в содеянном и тут же получает прощение. Разбойники приводят пойманных Турио и герцога. Властитель Милана наконец соглашается с желанием дочери выйти за Валентина, прогоняя Турио прочь. Джулия тоже прощает Протея и соглашается выйти за него замуж.

## Действующие лица
- Герцог Миланский, отец Сильвии
- Валентин[1], дворянин из Вероны
- Протей, его друг
- Антонио, отец Протея
- Турио, глупый соперник Валентина

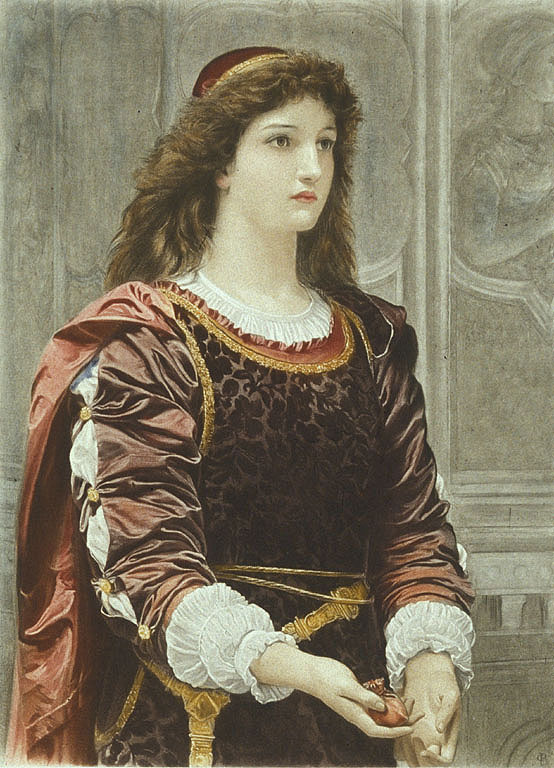
Сильвия

- Эгламур, пособник Сильвии в бегстве
- Спид, слуга-шут Валентина
- Ланс, слуга-шут Протея
- Пантино, слуга Антонио
- Хозяин гостиницы в Милане, где поселилась Джулия
- Разбойники
- Джулия, дама из Вероны, любимая Протеем
- Сильвия, дочь герцога, любимая Валентином
- Лючетта, прислужница Джулии

Слуги, музыканты

## Прототипы комедии
Источником сюжета для «Двух веронцев» послужила история Феликса и Фелисмены — героев пасторального романа «Диана» португальского писателя Хорхе де Монтемайора, писавшего на испанском языке. Однако считается маловероятным, что Шекспир был знаком с оригиналом. Скорее всего он читал перевод Бартоломью Юнга или видел представление по пьесе «Феликс и Фелисмена», которое в 1585 году давалось при дворе труппой королевы.

## Художественная ценность
«Два веронца» — первая «романтическая» комедия Шекспира, в отличие от «Укрощения строптивой» и «Комедии ошибок», бывших «фарсовыми».
В пьесе чередуются серьёзные сцены с явно шутовскими. Пара слуг-шутов обращает на себя особое внимание. Они контрастируют с остальными персонажами, резко отличаясь от них. Фридрих Энгельс писал, что один только Ланс со своей собакой Крэбсом стоит всех немецких комедий, вместе взятых.

### Неточности сюжета
- Валентин держит путь из Вероны в Милан на корабле, хотя ни один из этих городов не расположен на берегу моря. Противники антистратфордианских версий используют эту неувязку как аргумент против того, чтобы приписывать пьесы Шекспира человеку, действительно бывавшему в Италии (например, графу Ретленду, который учился в этой стране).
- Слуга Валентина Спид в Милане приветствует Ланса, поздравляя с прибытием в Падую.

## История постановок
Первая известная постановка пьесы состоялась в Друри-Лейн в 1762 году, но в ней наблюдались различия с оригинальным текстом. Строго по Шекспиру комедия была представлена в 1784 году в королевском театре Ковент-Гарден.

### Постановки в России
- 1952 г. — Театр им. Вахтангова, Москва. Руководитель спектакля Анна Орочко, режиссёр Евгений Симонов, художник Георгий Федоров. Герцог Миланский — Надир Малишевский и Яков Смоленский, Валентин — Юрий Любимов и Вячеслав Дугин, Протей — В. Русланов и Николай Тимофеев, Антонио — Михаил Жарковский и Александр Бизюков, Турио — Юрий Яковлев и Евгений Федоров, Эгламур — Михаил Ульянов и Анатолий Кацинский, Лаунс — Владимир Этуш, Спид — Максим Греков, Пантино — Александр Бизюков и Григорий Мерлинский, Хозяин гостиницы — Александр Лебедев и Владимир Шлезингер, Джулия — Антонина Гунченко и Юлия Борисова, Сильвия — Алла Парфаньяк и Елена Измайлова, Лючетта —  Лариса Пашкова и Нина Нехлопоченко, Старейший — Алексей Котрелёв, Толстяк — Иван Мочалов и Николай Лебедев, Виктуар — Виктор Эйхов и Михаил Дадыко, Урсула — Нина Нехлопоченко.
- 2013 г. — Тульский государственный академический театр драмы имени М. Горького. Действующие лица и исполнители: Герцог Миланский, отец Сильвии — засл. арт. России Виктор Ананьин, Валентин, дворянин из Вероны — Сергей Пыжов, Протей, дворянин из Вероны — Дмитрий Вихрян, Дмитрий Чепушканов, Турио, соперник Валентина — Андрей Нецветаев, Спид, слуга Валентина — Сергей Сергеев, Ланс, слуга Протея — нар. арт. РСФСР Борис Заволокин, Тимур Курбангалеев, Джулия, дама из Вероны, любимая Протеем — Марина Анисимова, Сильвия, дочь Герцога, любимая Валентином — Лариса Киеня, Лучетта, служанка Джулии — Марина Борисова, Людмила Гамуряк.
- 2018 г. — РАМТ. Режиссёр — Михаил Станкевич. Валентин — Георгий Гайдучик, Константин Юрченко, Протей — Денис Фомин, Джулия — Марианна Ильина, Сильвия — Дарья Бранкевич, Дарья Рощина, Спид — Владимир Зоммерельд, Ланс — Сергей Печенкин, Турио, пес Креб — Николай Угрюмов, Герцог — Алексей Блохин.

## Адаптации
По пьесе Шекспира был поставлен мюзикл и создана радиопостановка.

### Кинематограф
- 1952 — Два Веронца / The Two Gentlemen of Verona, Великобритания, (ТВ), режиссёр Денис Карей[англ.]
- 1956 — Два веронца / Zwei Herren aus Verona, ФРГ, режиссёры Эрнст Марквардт и Ганс Шалла[нем.]
- 1959 — Два веронца / Os Dois Fidalgos de Verona Португалия (ТВ)
- 1964 — Два веронца / Zwei Herren aus Verona, ФРГ, (ТВ), режиссёр Ханс-Дитер Шварце[нем.]
- 1966 — Два веронца / Zwei Herren aus Verona, ФРГ (ТВ), режиссёр Харольд Бенеш
- 1966 — Два веронца / Dva slechtici z Verony, Чехословакия (ТВ), режиссёр Вацлав Худечек[чеш.]
- 1969 — Два веронца / Zwei aus Verona, Австрия (ТВ), режиссёры Вольфганг Лесовски[нем.], Эдвин Збонек[нем.]
- 1971 — Два веронца, СССР (ТВ), режиссёр Владимир Геллер
- 1983 — Два веронца / The Two Gentlemen of Verona, (ТВ), Великобритания, режиссёр Дон Тейлор[англ.] BBC Television Shakespeare
- 2014 — Два веронца / The Two Gentlemen of Verona, Великобритания, Королевская Шекспировская компания, режиссёр Робин Лок
- 2014 — Один джентльмен, или любовное зрелище / One Gentleman; or a Spectacle of Love США, режиссёр Николас Демикко. Современная адаптация пьесы
- 2017 — Два веронца / The Two Gentlemen of Verona, США. Действие перенесено в современную южную Калифорнию
- 2017 — Два веронца / The Two Gentlemen of Verona, Великобритания, 2017, режиссёр Моно Гхош

Давид Мамет в интервью на канале WNYC утверждал, что сюжет его любимого фильма «Борат: культурные исследования Америки в пользу славного государства Казахстан» основан на пьесе Шекспира «Два веронца».